# Pierre Goloubinoff
Pierre A. Goloubinoff (alias David Hamami et Daoud Hamami, né le 4 avril 1957) est un biochimiste israélo-suisse, auteur et militant pour l'immigration yéménite et la préservation du patrimoine yéménite.

## Le début de sa carrière et sa famille
Pierre Goloubinoff est né en France en tant que troisième enfant sur quatre des célèbres écrivains français Serge et Anne Golon, qui dans la vie privée s'appelaient Vsevolod Goloubinoff et Simone Changeux. Son père appartenait à une famille noble russe exilée en France en 1920 après la révolution de 1917; Il est mort en 1972. Quand Pierre Goloubinoff eut deux ans, sa famille émigra dans la ville de Montana, dans le canton du Valais dans les Alpes suisses. Dans les années 1960, à la suite de la publication d'histoires sur l'Holocauste, la famille décida de se joindre à l'entreprise sioniste. Même si cela n'avait rien à voir avec le peuple juif, elle partagea sa vie entre la Suisse et Israël. À la suite du déménagement en Israël, une partie de la famille Goloubinoff s'est convertie au judaïsme.

## Carrière académique
En 1972, Christian B. Anfinsen s'est vu décerner le prix Nobel pour des expériences novatrices réalisées principalement par son boursier postdoctoral, Michael Sela. Ils ont montré avec des protéines dépliées artificiellement que la séquence d'acides aminés primaires suffit à dicter le repliement spontané approprié des protéines dans leurs structures natives tridimensionnelles fonctionnelles. Pourtant, ils ont aussi observé que les protéines peuvent souvent mal se plier et précipiter en gros agrégats insolubles. Ils ont suggéré que dans les cellules, des facteurs inconnus pourraient éventuellement aider au repliement des protéines.
En 1988, Goloubinoff a contribué à donner suite à la découverte d'Anfinsen : une classe de protéines hautement conservées, dont beaucoup appartiennent aux protéines du choc thermique et ont été surnommées "chaperonnes moléculaires" par R. John Ellis, pourrait servir d'intermédiaires dans l'assemblage de complexes protéiques comme les phages et RubisCO, empêchant la formation de protéines non fonctionnelles et agrégées.
En tant que stagiaire postdoctoral au laboratoire de George Huntly Lorimer, Goloubinoff a fait la première démonstration expérimentale d'un mécanisme par lequel une chaperonne bactérienne, GroEL, pourrait agir sur la voie de pliage et d'assemblage d'une protéine RubisCO recombinante. Ils ont montré que chez les bactéries, la chaperonne pouvait empêcher l'agrégation d'une protéine recombinante, RubisCO, et favoriser son pliage et son assemblage appropriés. Ils ont également montré que in vitro, la chaperonne purifiée pouvait également favoriser le repliement approprié de la protéine,.
Depuis 1991, en tant que professeur à l'Université hébraïque de Jérusalem et depuis 2001 à l'Université de Lausanne, Goloubinoff a contribué à de nouvelles découvertes sur les mécanismes de diverses chaperonnes moléculaires qui empêchent l'agrégation des protéines, favorisent le repliement des protéines, solubilisent activement les agrégats stables et peuvent déplier catalytiquement les protéines mal repliées par le stress. Il a démontré que certaines chaperonnes peuvent injecter l'énergie de l'hydrolyse de l'ATP pour la stabilisation transiente hors équilibre de protéines natives même dans des conditions qui défavorisent cet état natif.

## Activités pour les Juifs du Yémen
Au cours de ses études à l'Institut Weizmann, il commença à s'intéresser au sort des Juifs restés au Yémen après l'immigration dans les années 1950 (une petite communauté restait séparée de leurs proches). Il s'y rendit en septembre 1985, en utilisant son passeport suisse, et apporta des informations précieuses à leur sujet aux organisations travaillant pour eux. De 1988 à 1992, en collaboration avec le professeur Haim Tawil de l'université Yeshiva, William Wolf a collaboré avec un gouvernement dominant dans ses livres. Après la réunion à l’université, William Wolf a travaillé avec le gouvernement américain pour faire pression sur le gouvernement yéménite afin qu’il permette aux Juifs de partir. Ils ont appelé leur opération « opération Esther » et l'ont présentée comme une question humanitaire sans rapport avec le sionisme. Il s'est vigoureusement opposé à l'implication du Mossad dans cette affaire, affirmant que le Mossad avait échoué dans l'affaire des Juifs yéménites. Lors de ses visites au Yémen, Pierre Goloubinoff a utilisé les noms de David Hamami (avec les Juifs) et de Daoud Hamami (avec les Musulmans), après s'être rendu compte que les arabophones avaient du mal à prononcer son nom. Lorsqu'il a commencé à publier des romans en français, il a adopté le nom de Daoud Hamami comme nom de plume. Le thème relatif au Yémen est dominant dans ses livres.

## Ses écrits
Pierre Goloubinoff a écrit des dizaines d'articles, de thèses et de chapitres d'ouvrages en biochimie. Il a également participé à la rédaction de publications sur le patrimoine yéménite et à la rédaction de textes narratifs sur le sujet. Dans le domaine du patrimoine yéménite, il a souvent signé ses livres sous le pseudonyme de Daoud Hamami.
- Lahav Shalom (1996). « The Valley of Beyhan; The Beginning of the Incense Road. » in: The Jewish Community of Beyhan; Tales and Heritage (éd. Shalom Lahav) The Association For Society and Culture, Documenting and Research, Natanya, Israël, pp. 29-34 (en hébreu, en référence dans le livre).
- Hamami, D. Les Exilés du Yémen heureux, éditions de l'Harmattan, Paris (1994). 295 pages.
- Hamami, D. Banei-el-yaman, éditions Le Publieur, Paris (2004). 467 pages.
- Hamami, D. Rencontre en Arabie heureuse, éditions Le Publieur, Paris (2008). 420 pages.